# Curd Jürgens
Curd Gustav Andreas Gottlieb Franz Jürgens (13 de desembre de 1915 - 18 de juny de 1982) va ser un actor alemany que va tenir certa relació parental alemany-francès. En idioma anglès apareix generalment el nom sense dièresi com Curt Jurgens. L'any 1945 Jürgens va adoptar la ciutadania austríaca.

## Carrera
Curd Jürgens va néixer a Solln, aleshores regne de Baviera (Alemanya). El seu pare, Kurt,era un comerciant d'Hamburg, i la seva mare, Marie-Albertine, era una professora francesa. Va començar la seva carrera treballant com periodista abans de fer de representant de la que seria la seva esposa, l'actriu Lulu Basler.
Va passar la major part de la seva carrera cinematogràfica inicialment als estudis que hi havia a la ciutat de Viena. Jürgens fou molt crític amb el Nacionalsocialisme a la seva Alemanya natal. El 1944 fou enviat a un camp d'internament a Hongria com a "políticament no fiable".
Jürgens va passar a interpretar soldats en moltes pel·lícules de guerra. Entre les actuacions destacades destaquen el seu paper a la pel·lícula Des Teufels General (1955), un retrat de ficció d'Ernst Udel, as volador de la Primera Guerra Mundial i general de la Luftwaffe durant la Segona Guerra Mundial, seguit de la pel·lícula de Roger Vadim Et Dieu… créa la femme protagonitzada per Brigitte Bardot.
La primera pel·lícula de Jürgens a Hollywood va ser The Enemy Below (1957), en la qual va retratar al comandant d'un U-Boot. El 1962 va interpretar al general alemany Günther Blumentritt a The Longest Day (1962). Més tard, a la pel·lícula de James Bond L'espia que em va estimar (1977), va interpretar al vilà Karl Stromberg, un industrial sociopàtic que volia transformar el món en un paradís oceànic. La seva darrera aparició al cinema va ser Maître Legraine, al costat d'Alain Delon i Claude Jade en el thriller d'espies Teheran 43 (1981). A la televisió en anglès, va interpretar al canceller Otto von Bismarck en diversos episodis de la sèrie de la BBC Fall of Eagles (1974) i va aparèixer com a general Vladimir a la sèrie Smiley's People de la BBC (1982).
Tot i que va aparèixer a més de 100 pel·lícules, Jürgens també va ser un actor de teatre notable. Va ser membre de diversos teatres de Viena (Volkstheater 1938-1941, Burgtheater 1940-1953 i 1965-1968, entre d'altres). Va interpretar Jedermann d'Hugo von Hofmannsthal al Festival de Salzburg des del 1973 fins al 1977, possiblement el paper més destacat d'un actor masculí de parla alemanya. El 1966 va aparèixer una petita estada a Broadway a l'Eugene O'Neill Theatre davant de Geraldine Page, dirigit per George Schaefer.
La seva última actuació escènica va ser amb l'Òpera de l'Estat de Viena el 9 de març de 1981 com a Bassa Selim a l'òpera Die Entführung aus dem Serail de Mozart. També va dirigir algunes pel·lícules d'èxit limitat, com ara Bankraub in der Rue Latour, i va escriure guions, com ara Bonus on Death.
Va titular la seva autobiografia de 1976 ... und kein bißchen weise (I no una mica savi).

## Vida personal
Jürgens tenia una casa a França, però sovint tornava a Viena per actuar als escenaris. Va morir d'un atac de cor el 18 de juny de 1982. Jürgens havia patit un atac de cor alguns anys abans. Durant aquest, va tenir una experiència propera a la mort on va afirmar que havia mort i anat a l'infern. Jürgens va ser enterrat al cementiri central de Viena.
Feia 1,92 metres d'alçada. Brigitte Bardot el va anomenar "l'armari normand" durant el seu treball a Et Dieu... créa la femme.
Jürgens va estar casat amb:
1. Lulu Basler, actriu (15 de juny de 1937 – 8 d'octubre de 1947) (divorciat)
2. Judith Holzmeister (16 d'octubre de 1947 – 1955) (divorciat)
3. Eva Bartok (13 d'agost de 1955 – 1956) (divorciat)[9]
4. Simone Bicheron (14 de setembre de 1958 – 1977) (divorciat)
5. Margie Schmitz (21 de març de 1978 – 18 de juny de 1982) (la seva mort)

## Filmografia parcial
- Königswalzer (1935) - Kaiser Franz Joseph d'Àustria
- Familienparade (1936) -Graf Erik Stjernenhö
- Die Unbekannte (1936) -Hans Wellenkamp
- Liebe kann lügen (1937) -Student Holger Engström
- Zu neuen Ufern (1937) -Bobby Wells' Friend
- Tango Notturno (1937) -Friend of Jac, Musician (uncredited)
- Das Mädchen von gestern Nacht (1938) -Die drei Attachés (uncredited)
- Salonwagen E 417 (1939) -Prinz Heinrich Karl
- Weltrekord im Seitensprung (1940) -Peter Enderlein, Kapellmeister
- Herz ohne Heimat (1940) -Bob (uncredited)
- Operetta (1940) -Karl Millöcker
- Stimme des Herzens (1942) -Volontär Drews
- Wen die Götter lieben (1942) -Emperador Josep II
- Frauen sind keine Engel (1943) -Bandini
- Ein glücklicher Mensch (1943) -Petersen
- Ein Blick zurück (1944) -Dr. Erich Thienwiebel
- Eine kleine Sommermelodie (1944) -Wolfgang Schwab
- Das singende Haus (1948) -Bandleader Hans Storch
- Hin und her (1948) -Prinz Bernardo
- Der Engel mit der Posaune (1948) -Graf Leopold Thraun
- An klingenden Ufern (1948) -Stefan Keller
- Der himmlische Walzer (1948) -Clemens M. Weidenauer
- Verlorenes Rennen (1948) -George Miller
- Das Kuckucksei (1949) -Dr. Kurt Walla
- Lambert fühlt sich bedroht (1949) -Roland
- Hexen (1949) -Heinz Wagner
- Wiener Mädeln (1949) -Graf Lechenberg
- Prämien auf den Tod (1950) -Gunarson, Opera Tenor
- Der Schuß durchs Fenster (1950)
- Küssen ist keine Sünd (1950) -Kammersänger Felix Alberti
- Die gestörte Hochzeitsnacht (1950) -Lawrence Vinning
- Eine seltene Geliebte (1950) -Sascha Borotraz
- Ein Lächeln im Sturm (1951) -Jean Langrand
- Geheimnis einer Ehe (1951) -Conductor Felix Adrian
- Der schweigende Mund (1951) -Architect Reinhold
- Gangsterpremiere (1951) -Kommissar
- Haus des Lebens (1952) -Axel Jolander
- Knall und Fall als Hochstapler (1952) -John Vandergold
- 1. April 2000 (1952) -Capitano Herakles
- Du bist die Rose vom Wörthersee (1952) -Composer Jack Long
- Praterherzen (1953) -Toni Brandstetter
- Man nennt es Liebe (1953) -Peter Malmö
- Musik bei Nacht (1953) -Hans Kersten
- Der letzte Walzer (1953) -Rittmeister Graf Sarassow
- Alles für Papa (1953) -Clemens Haberland
- Meines Vaters Pferde I. Teil Lena und Nicoline (1954) -Pat
- Eine Frau von heute (1954) -Heinz Bender
- Rummelplatz der Liebe (1954) -Toni
- Gefangene der Liebe (1954) -Willi Kluge
- Orient Express (1954) -Bate
- Das Bekenntnis der Ina Kahr (1954) -Paul Kahr
- Du bist die Richtige (1955) -Stefan Selby
- Des Teufels General (1955) -Gen. Harry Harras
- Liebe ohne Illusion (1955) -Walter
- Die Ratten (1955) -Bruno Mechelke
- Les héros sont fatigués (1955) -Wolf Gerke
- Du mein stilles Tal (1955) -Gerd
- Teufel in Seide (1956) -Thomas Ritter
- Die goldene Brücke (1956) -Balder
- Ohne Dich wird es Nacht (1956) -Dr. Robert Kessler
- Et Dieu… créa la femme (1956) -Eric Carradine
- Londra chiama polo Nord (1956) -Colonel Bernes
- Michael Strogoff (1956) -Michel Strogoff
- Bitter Victory (1957) -Major Brand
- Œil pour œil (1957) -Dr. Walter
- Les Espions (1957) -Alex
- The Enemy Below (1957) -Von Stolberg
- Tamango (1958) -Captain John Reinker
- This Happy Feeling (1958) -Preston Mitchell
- Me and the Colonel (1958) -Colonel Prokoszny
- The Inn of the Sixth Happiness (1958) -Captain Lin Nan
- Der Schinderhannes (1958) -Johann 'Schinderhannes' Bückler
- Le vent se lève (1959) -Eric Muller
- El ferri de Hong Kong (Ferry to Hong Kong) (1959) -Mark Bertram Conrad
- The Blue Angel (1959) -Professor Immanuel Rath
- Katia (1959) -Tsar Alexandre II
- I Aim at the Stars (1960) -Wernher von Braun
- Schachnovelle (1960) -Werner von Basil
- Gustav Adolfs Page (1960) -Gustau Adolf de Suècia
- Bankraub in der Rue Latour (1961) -Cliff MacHardy
- Girl in a Suitcase (1961) Rich Guy in Boat
- Le Triomphe de Michel Strogoff| (1961) -Michel Strogoff
- Il disordine (1962) -Carlo's Father
- The Longest Day (1962) -General Günther Blumentritt
- I Don Giovanni della Costa Azzurra (1962) -Mr. Edmond
- Die Dreigroschenoper (1963) -Capità Macheath
- Miracle of the White Stallions (1963) -Gen. Tellheim
- Of Love and Desire (1963) -Paul Beckmann
- Château en Suède (1963) -Hugo Falsen
- Hide and Seek (1964) -Hubert Marek
- Begegnung in Salzburg (1964) -Hans Wilke, General Director
- Les Parias de la gloire (1964) -Ludwig Goetz
- Psyche 59 (1964) -Eric Crawford
- DM-Killer (1965) -Kurt Lehnert
- Lord Jim (1965) -Cornelius
- Das Liebeskarussell (1965) -Stefan von Cramer
- Zwei Girls vom Roten Stern (1966) -Dave O'Connor
- Der Kongreß amüsiert sich (1966) -Czar Alexander I
- Wie tötet man eine Dame? (1966) -Gérard van Looch / Giant
- Le jardinier d'Argenteuil (1966) -The Baron
- Dalle Ardenne all'inferno (1967) -General Edwin von Keist
- The Karate Killers (1967) -Carl von Kessen
- Der Lügner und die Nonn (1967) -The Cardinal
- Pas de Roses pour OSS 117 (1968) -Il Maggiore
- Der Arzt von St. Pauli (1968) -Dr. Jan Diffring
- Babeck (1968, TV miniseries) -Babeck
- The Assassination Bureau (1969) -Gen. von Pinck
- Battle of the Commandos (1969) -Gen. von Reilow
- Auf der Reeperbahn nachts um halb eins (1969) -Hannes Teversen
- Battle of Britain (1969) -Baron von Richter
- Bitka na Neretvi (1969) -Lohring
- Ohrfeigen (1970) -Thomas Nathan Terbanks
- Das Stundenhotel von St. Pauli (1970) -Kommissar Canisius
- The Invincible Six (1970) -Baron
- Hello-Goodbye (1970) -Baron De Choisis
- Der Pfarrer von St. Pauli (1970) -Konrad Johannsen
- Cannabis (1970) -Henri Emery
- The Mephisto Waltz (1971) -Duncan Mowbray Ely
- Käpt’n Rauhbein aus St. Pauli (1971) -Captain Markus Jolly
- Nicolau i Alexandra (1971) -the German Consul to Switzerland
- Fieras sin jaula (1971) -Ronald Marvelling
- Kill! Kill! Kill! Kill! (1971) -Grueningen
- Wie bitte werde ich ein Held? (1972) -Russian general
- Der Kommissar (TV) (1972-1973) -Harald Bergmann / Dr. Hochstätter
- The Vault of Horror (1973) -Sebastian (segment 3 "This Trick'll Kill You")
- Profession: Adventurers (1973) -Alvarez
- Soft Beds, Hard Battles (1974) -General Von Grotjahn
- Fall of Eagles (televisió, 1974) -Otto von Bismarck
- Radiografia di una Svastika (1974)
- Cagliostro (1975) -Cardinal Braschi
- Derrick – Season 2, episode 4: "Madeira" (1975) -Paul Bubach
- Der zweite Frühling (1975) -Fox
- Povero Cristo (1976) -Man Engaging Giorgio
- Auch Mimosen wollen blühen (1976) -Josef Popov
- Ab morgen sind wir reich und ehrlich (1976) -Senator Shelton
- Folies bourgeoises (1976) -Le bijoutier
- L'espia que em va estimar (1977) -Karl Stromberg
- Schöner Gigolo, armer Gigolo (1978) -Prince
- Breakthrough (1979) -Gen. Hofmann
- Missile X – Geheimauftrag Neutronenbombe (1979) -Baron Marchant
- La noia d'or (Goldengirl) (1979) -Dr. Serafin
- La lunga strada senza polvere (1979) -Cameo (uncredited)
- La Gueule de l'autre (1979) -Wilfrid
- Warum die UFOs unseren Salat klauen (1979) -UFO Commander
- The Sleep of Death (1980) -Count St. Alyre
- Teheran 43 (1981) -Maître Legraine
- Collin (telefilm, 1981) -Hans Collin
- Smiley's People (BBC TV, 1982) -General Vladimir